# Anartia fatima

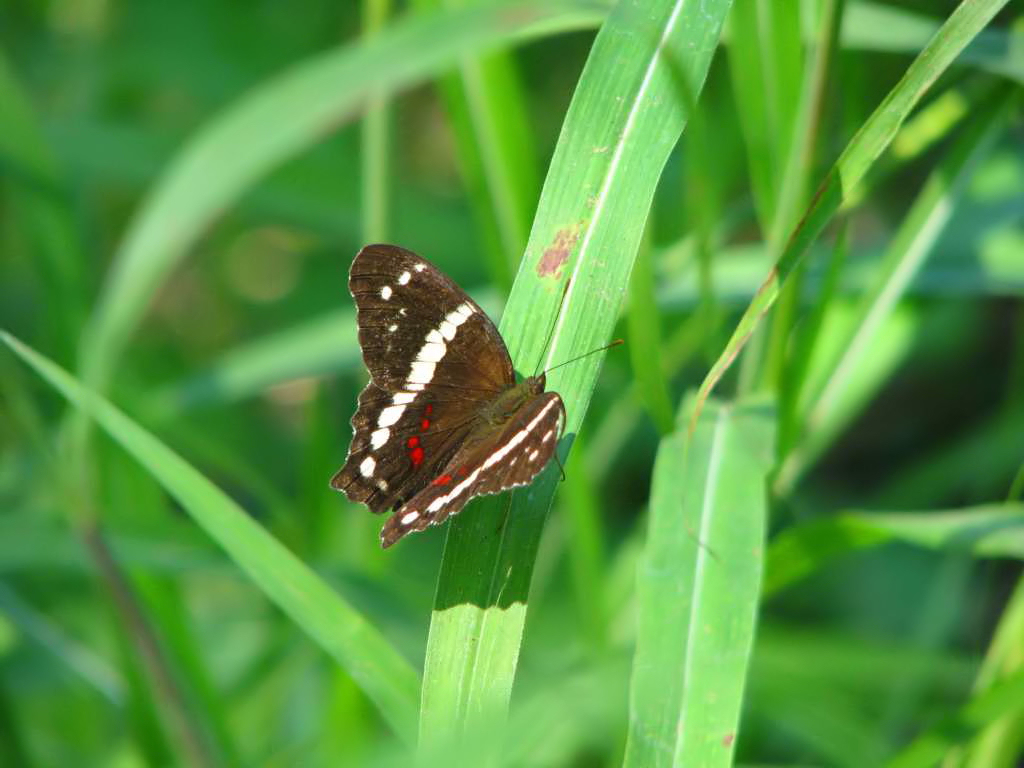
Vườn quốc gia Manuel Antonio, Costa Rica

Fatima (Anartia fatima) là một loài bướm được tìm thấy ở miền nam Hoa Kỳ, México và Trung Mỹ. 

## Hình ảnh

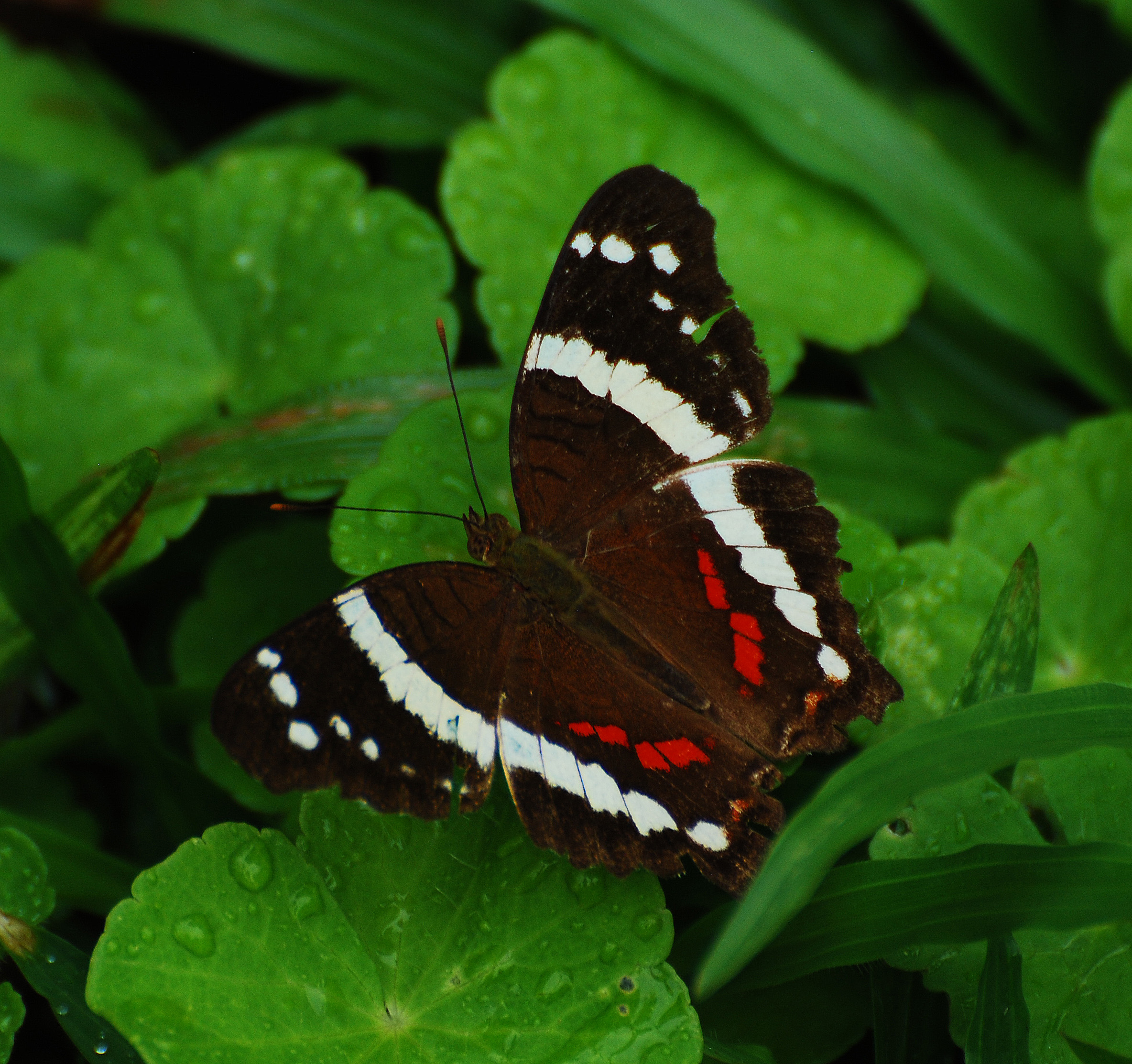
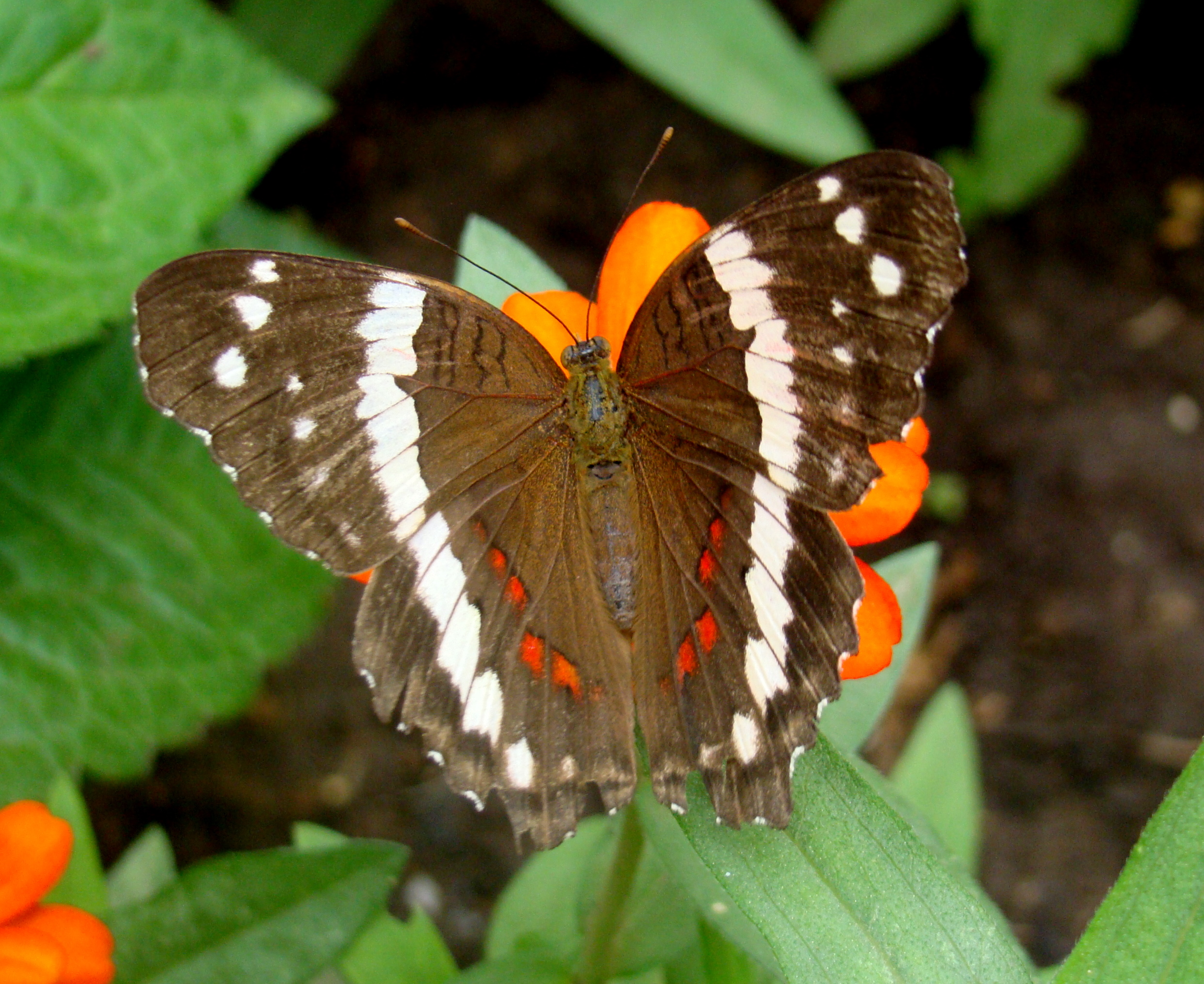
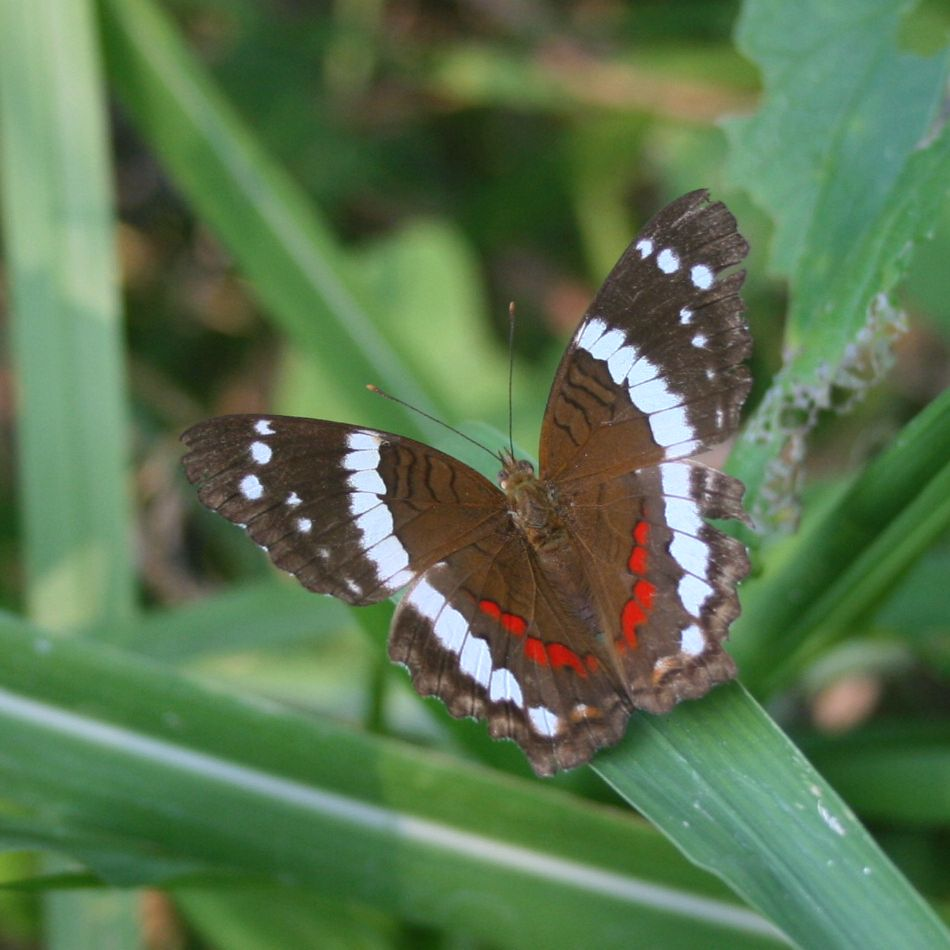